# Об'єднання лемків Канади
Об'єднання лемків Канади (ОЛК) — громадська організація, яка об'єднує українську лемківську громаду Канади.

## Історія
З ініціативи Івана Оленича й Павла Харидчака, 28 травня 1961 року в Торонто, відбулася перша зустріч вихідців з Лемківщини, а 23 липня, вони зібралися на Перші Установчі Збори в Українському культурному центрі, де було засновано 20-ий Відділ Організації Оборони Лемківщини (ООЛ) ім. композитора о. Михайла Вербицького за зразком Організації Оборони Лемківщини в США. У цей час організація нараховувала 38 членів.
Головою відділу було обрано Івана Оленича, заступником — Михайла Голинського, секретарем — Андрія Мацка, скарбником — Івана Бохневича, членами управи стали П. Давид, С. Баб'як, І. Гайдош, Т. Ґулич, П. Фучила. До складу контрольної комісії увійшли М. Бозьо (голова), Д. Антонів, П. Фрич; а до товариського суду — Д. Крайник (голова), В. Гануляк і В. Лисенко.
26 липня 1965 року організація стала членом Комітету Українців Канади.
На загальних річних зборах 24 березня 1973 р. в Народному домі в Торонто постало рішення утворити Крайову управу лемківських організацій у Канаді. На початку 1973 р. в Ґамільтоні тамтешні лемки організували новий лемківський відділ. В ініціативних зборах, присвячених оформленню цієї структури, взяли участь голова Світової федерації лемків проф. Іван Гвозда, члени Торонтського та Ґамільтонського відділів. Збори мали підтримку лемківських діячів з Монреаля й Оттави, які працювали для створення в тих містах нових відділів. Першим головою Крайової управи ООЛ став Михайло Федак, до управи увійшли Петро Кіцак, Іван Оленич, Іван Ільків, Дмитро Чабан, Іван Лазар та Теодор Ґулич. У цей же час організація прийняла діючу назву Об'єднання лемків Канади.
Офіційну реєстрацію у Федеральному корпоративному міністерстві Канади організація отримала 2 березня 1978 р. Головами Крайової управи ОЛК були Михайло Федак, Максим Маслей, Стефан Баб'як, Адам Стець, Іван Оленич, Андрій Ротко, Петро Гриньків.
Сьогодні ОЛК діє в 4 відділах, зокрема, у Торонто, Ґамільтоні та Вінзорі і співпрацює з громадами в містах Монреаль, Вінніпег, Едмонтон, Оттава.
ОЛК є членом наступних організацій:
- Світова Федерація Українських Лемківських Об'єднань (СФУЛО),
- Конґрес Українців Канади,
- Світовий Конґрес Українців.